# ميرتشا العجوز
ميرتشا العجوز أو «ميرتشا الأول» (1355م - 1418م) (بالرومانية: Mircea cel Bătrân) حاكم إمارة الأفلاق (لقب الحاكم: ڤويڤود) من 1386م إلى وفاته عام 1418م، يظهر في الوثائق القديمة أيضا تحت اسم ميرتشا الكبير أو العظيم. هو الجد الأكبر للملوك فلاد الثاني وفلادالثالث (المخوزِق).
أُعطي لقب «الأكبر» بعد وفاته، لتمييزه عن حفيده ميرتشا الثاني، حاكم إمارة الأفلاق الذي أعطي لقب: «ميرتشا الأصغر».
يُعتبر ميرتشا العجوز أهم حكام إمارة الأفلاق خلال العصور الوسطى وأحد الحكام العظماء في عصره، وابتداءً من القرن التاسع عشر أشار إليه التأريخ الروماني أيضًا باسم ميرتشا العظيم (بالرومانية: Mircea cel Mare).